# Club Atlético Libertad (Bahía Blanca)
El Club Atlético Libertad es una institución deportiva del barrio de Villa Rosas, en la ciudad de Bahía Blanca, al sur de la provincia de Buenos Aires. Desde su fundación, en 1916, milita en la Liga del Sur (B.B.), la cual se encarga de realizar los torneos regulares de fútbol en las localidades de la región.
En la década de los 50 tuvo su mayor esplendor, quedando como campeón de Bahía Blanca en 1956.

## Historia
En el año 1916, un grupo de 6 aficionados fundó el Club Libertad. Estos hinchas fueron motivados por el interés de contar con un equipo de fútbol que representara a la entonces incipiente Villa Rosas. Por esto, decidieron crear una institución deportiva que nació un 9 de julio de 1916. El nombre que dieron fue el de Francisco Narciso Laprida, en homenaje al centenario de la Independencia Argentina. Durante los primeros 50 años del club Libertad de Bahía Blanca, no había pasado los 100 socios.
En la Asamblea del 17 de agosto de 1916, se resuelve cambiarle el nombre al actual de Club Atlético Libertad. En 1917, Libertad se afilia a la Liga del Sur y actúa en tercera división, pero el 23 de agosto de 1920, por incidentes en un partido con Olimpo, el club pierde su afiliación por cuatro años.
En 1935 Libertad se afilia a la Asociación Bahiense de Fútbol, retornando a la Liga del Sur, en 1946.
Libertad es campeón en 1949, y logra el ascenso, no puede mantenerse en primera “A” durante el año siguiente, pero es nuevamente campeón del promocional en 1951, participando en primera “A” desde 1952 hasta 1961, consagrándose Campeón en 1956.
La primera comisión directiva:
- Emiliano Troncoso, presidente
- Juan Pietranave, vicepresidente
- P. Alfonso, secretario
- Manuel Somoza, prosecretario
- Juan Real, tesorero
- Carlos Luccotti, protesorero
- Carlos Beckman, 1º vocal
- Gabino Morales, 2º vocal
- Ramón Bidegain, 3º vocal
- Cirilo Lacoma, 4º vocal
- Manuel Milla, 5º vocal
- Regino Alfonso, síndico
- Juan Bautista Cresto, síndico

Con el correr de los años aparecen algunas figuras, como Néstor Barú, aquel delantero que jugaría en Racing, Lanús y San Lorenzo de Mar del Plata, entre otros equipos. Mucho más cerca de nuestros días surge Rubén Darío Gigena, quien debutó en la primera a los 13 años y convirtió ocho goles en sus seis primeros partidos. El delantero, que tuvo un paso por las selecciones juveniles, jugó después en Newell’s Old Boys y varios equipos del exterior.
En los últimos años, Libertad no estuvo presente entre los equipos animadores de la liga local. Desde el 2021 no juegan un torneo oficial (equivalente a una primera división), año en el que no pueden mantener la categoría luego de haberla alcanzado un año antes. Para colmo, al poco tiempo sufren la pérdida del jugador Hernán “el Negro” Germán, quien falleció tras un accidente automovilístico (por esos días defendía los colores de Rosario Puerto Belgrano).
Sansinena de General Daniel Cerri, Puerto Comercial de Ingeniero White y Tiro Federal, entre otros, renuncian a la segunda plaza de la Liga del Sur y sorprendentemente el único club que muestra interés en tomar la butaca disponible es el orgullo de Villa Rosas. Es así como la institución se compromete a participar del evento y realiza un muy buen papel retirándose invicto de la competencia, ya que es descartado por penales, la barriada quedó conforme con el citado desempeño.
La institución estrechó lazos con el Club Renato Cesarini de Rosario, entidad regenteada por Jorge Solari, quien asesora técnicamente a la gente de Libertad.

## Jugadores destacados
- Rubén Darío Gigena
- Robinson Zambrano
- Ricardo "Chiquito" Volpi
- Mariano "cachorro" Orsi
- Mariano Moreno

## Estadio
El Club Libertad tuvo tres campos de juego, uno en las proximidades de la estación de Spur, luego en Tarapaca y Tierra del fuego y por último el actual de Venezuela y Saenz Peña, terreno que fue adquirido durante la presidencia de Segundo Guategui.
La sede social: En la planta baja de la sede social se encuentra la secretaría, un amplio salón, donde se realizan fiestas, cenas y otras actividades sociales, y un gimnasio que funciona en el primer piso y parte del segundo, donde se encuentra la sala de reuniones de la comisión directiva. El Club cuenta también con otro salón con parrillas y cocinas que se utiliza como quincho.
El Club se encuentra haciendo un importante esfuerzo por mejorar la infraestructura, para ello se ha trazado como meta la concreción de las nuevas instalaciones, en Tarapaca Y Tierra del Fuego.

## Actividades
- Patinaje
- Taekwondo
- Gimnasia deportiva
- Bochas
- Hockey
- Fútbol

## Escudo
El Club utiliza los colores azul y blanco desde su fundación en 1916. El escudo los contiene bajo la forma de franjas verticales (escudo blanco entre franjas azules). Tiene en el centro las iniciales C.A.L. que representan el nombre de la institución

## Estadio
La institución posee tres canchas, una oficial y dos auxiliares donde practican alrededor de 200 chicos de divisiones menores. El estadio utilizado por el plantel de primera división lleva el nombre de Manzano (Gasómetro). La cancha Oficial tiene una capacidad para 2000 personas, en ella se juegan los partidos de Primera División de la Liga del sur. Está ubicada frente al parque Arturo Umberto Illia, en Roque Saenz Peña y Nueva Provincia.